# Tantilla atriceps
Tantilla atriceps este o specie de șerpi din genul Tantilla, familia Colubridae, descrisă de Günther 1895. A fost clasificată de IUCN ca specie cu risc scăzut. Conform Catalogue of Life specia Tantilla atriceps nu are subspecii cunoscute.